# Iknadios Bedros XVI Batanian
Iknadios Bedros XVI Batanian (ur. 15 lutego 1899, zm. 9 października 1979) – duchowny ormiańskokatolicki, święcenia kapłańskie przyjął w 1921. Arcybiskup tytularny  Gabula  (1940-1952) i  Colonia in Armenia (1959-1962). Arcybiskup ordynariusz Mardinu (1933-1940) i Aleppo (1952-1959). Patriarcha Cylicji od 1962. Przeszedł na emeryturę w 1976.